# Reno Olsen
Reno Bent Olsen (ur. 19 lutego 1947 w Roskilde) – duński kolarz torowy i szosowy, mistrz olimpijski.

## Kariera
Największy sukces w karierze Reno Olsen osiągnął w 1964 roku, kiedy wspólnie z Pederem Pedersenem, Perem Lyngemarkiem, Mogensem Freyem i Gunnarem Asmussenem wywalczył złoty medal w drużynowym wyścigu na dochodzenie podczas igrzysk olimpijskich w Meksyku. Był to jedyny medal wywalczony przez Olsena na międzynarodowej imprezie tej rangi. Na rozgrywanych cztery lata później igrzyskach olimpijskich w Monachium zarówno drużynowo jak i indywidualnie zajmował trzynastą pozycję. Wielokrotnie zdobywał medale mistrzostw Danii, zarówno w kolarstwie torowym jak i szosowym, łącznie osiem razy zwyciężając na torze i czterokrotnie na szosie. Nigdy jednak nie zdobył medalu na szosowych ani torowych mistrzostwach świata.